# El Pinar de El Hierro
El Pinar de El Hierro é um município da Espanha na província de Santa Cruz de Tenerife, comunidade autónoma das Canárias. Tem 84,95 km² de área e em 2021 tinha 1 936 habitantes (densidade: 22,8 hab./km²). É o município mais a sul do arquipélago, e consequentemente também de Espanha e da Europa.
Foi formada no ano de 2007 por destacamento do município de La Frontera.

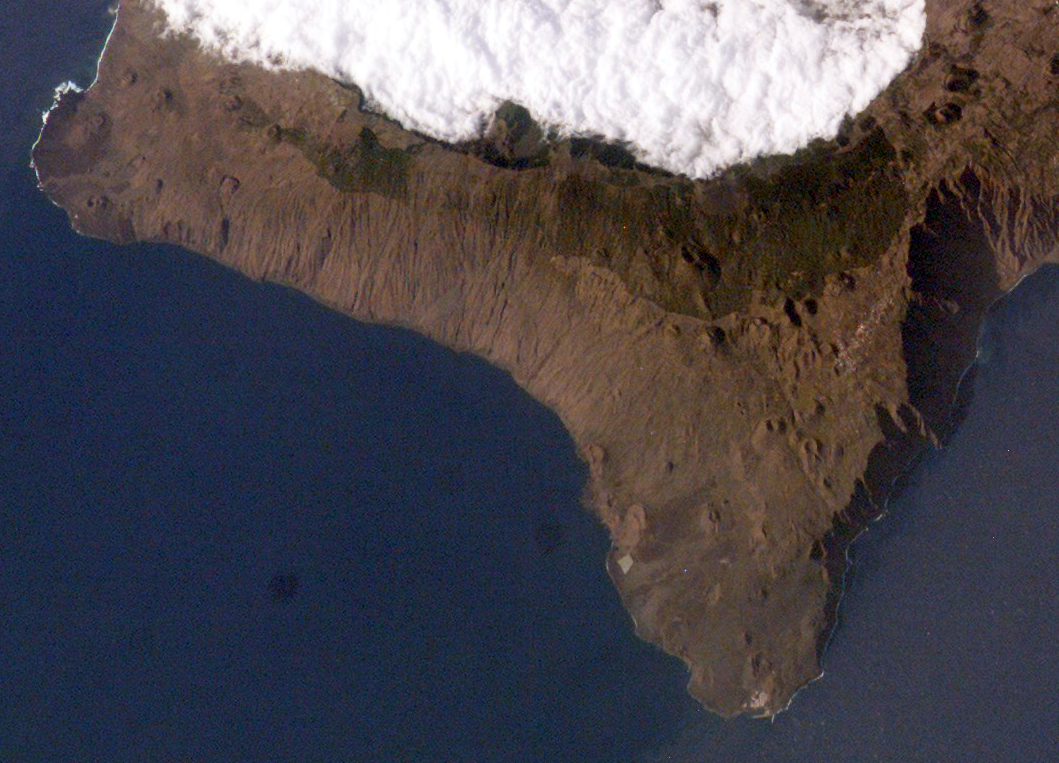
Imagem de satélite do município. A cordilheira que divide a ilha mantém as nuvens do lado norte, tornando o clima de El Pinar bastante seco.